# 赖纳·亨克尔
赖纳·亨克尔（德語：Rainer Henkel，1964年2月27日—），德国男子游泳运动员。他曾代表西德参加1984年和1988年夏季奥林匹克运动会游泳比赛，其中1988年奥运会获得一枚铜牌。